# Los artistas: primeros trazos
Los artistas: primeros trazos es una serie de televisión por internet de comedia dramática producida por 360 Powwow e Isla Audiovisual para TelevisaUnivision, en 2023. La serie es una historia original creada por María Dueñas. Se lanzó a través de Vix el 7 de julio de 2023.
Está protagonizada por Maxi Iglesias y Ximena Romo junto a un reparto coral.

## Premisa
Yago (Maxi Iglesias), un anticuario y Cata (Ximena Romo), una experta en arte, deciden aprovechar sus habilidades y conocimientos para estafar a millonarios vendiéndoles obras de arte falsas, con el fin de salir de sus difíciles circunstancias.

## Reparto
- Maxi Iglesias como Yago
- Ximena Romo como Cata
- Francesc Garrido como Olazábal
- Regina Pavón como Vero
- Ana María Vidal como Lela
- Manolo Caro como Lucio
- Lucía de la Fuente como Sheila Vanessa
- Sandra Guzmán como Bélgica
- Miguel Herrera como Alejandro
- David Lorente como Francisco
- Fran Berenguer como Santos
- Carlos Santos como Padrón
- Abel Folk como Juan Pedro
- Ciro Miró como Molina
- Laura Ramos como Marta Margarita
- María José Goyanes como Lola
- Nati Ortiz de Zárate como Cuca

## Episodios
| N.º | Título                | Dirigido por    | Fecha de lanzamiento original |
| --- | --------------------- | --------------- | ----------------------------- |
| 1 | «Dos destinos»        | Joaquín Llamas  | 7 de julio de 2023            |
| Cata, experta en arte, y Yago, anticuario, atraviesan un mal momento profesional. Ambos unirán fuerzas para tratar de solucionar sus problemas colocando baratijas a precio de oro. Sus actividades abrirán las viejas heridas del policía Olazábal.            |                       |                 |                               |
| 2 | «Plan en marcha»      | Joaquín Llamas  | 7 de julio de 2023            |
| Yago necesita dinero si no quiere perder su casa y su negocio y Cata accede a ayudarle. Su objetivo es una caza fortunas cubana que les sorprenderá con una inesperada propuesta. La nueva adquisición de Santos enciende las alarmas de Olazábal.              |                       |                 |                               |
| 3 | «Rehaciendo planes»   | Joaquín Llamas  | 7 de julio de 2023            |
| Tras haber perdido una gran cantidad de dinero, Cata y Yago acuerdan colocar un cuadro con uno de los pretendientes millonarios de Marta Margarita. Olazábal aborda a dos implicados en el caso que le marcó años atrás: Juan Pedro y Lela.                     |                       |                 |                               |
| 4 | «Cambios inesperados» | Oriol Ferrer    | 7 de julio de 2023            |
| Los problemas económicos de Juan Pedro se agravan cuando el director de su banco es sustituido por una agresiva ejecutiva. Cata y Yago aprovecharán la ocasión para tratar de estafarla. Olazábal confirma sus sospechas sobre la autoría del cuadro de Santos. |                       |                 |                               |
| 5 | «Ojo por ojo»         | Oriol Ferrer    | 7 de julio de 2023            |
| Cata y Yago deciden dar a Padrón su merecido de la manera que mejor saben hacerlo. Juan Pedro tendrá que dar explicaciones a su familia sobre su incidente con las pastillas. Olazábal mueve los hilos para identificar a su principal sospechoso.              |                       |                 |                               |
| 6 | «Tregua»              | Oriol Ferrer    | 7 de julio de 2023            |
| Juan Pedro logra ganarse la confianza de Gabriela. Para sorpresa de Cata, Juan Pedro y Yago firman una tregua y deciden trabajar en un operación que terminará con todos sus problemas, pero no sospechan que Olazábal sigue sus pasos muy de cerca.            |                       |                 |                               |
| 7 | «Caminos separados»   | Manuel Sanabria | 7 de julio de 2023            |
| Mientras Juan Pedro intenta que Gabriela le presente a Rubén Guerrero, Cata y Yago intentan obtener de él alguna información sobre la obra que está buscando para la colección del banco. Molina cita a Padrón en la comisaría para declarar.                   |                       |                 |                               |
| 8 | «Tras la pista»       | Manuel Sanabria | 7 de julio de 2023            |
| Mientras Juan Pedro trata de acercarse a Rubén Guerrero, Cata y Yago deciden ir a Marbella en busca del único falsificador que puede proporcionarles el cuadro que buscan: el Europeo. Pero Olazábal está cada vez más cerca de encontrarlos.                   |                       |                 |                               |
| 9 | «Vidas en caos»       | Manuel Sanabria | 7 de julio de 2023            |
| Cata y Yago necesitan persuadir al Europeo para les proporcione el cuadro que necesitan, si es que lo tiene. Pero no cuentan con que Olazábal al fin ha dado con ellos. Lela está a punto de vender su casa y Gabriela descubre que el De Gonia es Falso.       |                       |                 |                               |
| 10 | «Último plan»         | Joaquín Llamas  | 7 de julio de 2023            |
| Cata y Yago tratan de llevar a cabo el plan trazado por el Europeo. Deberán desplazarse a Miami, donde se celebra una de las ferias de arte más importantes del mundo y donde se producirán varios reencuentros.                                                |                       |                 |                               |

## Producción
El 16 de febrero de 2022, la serie fue anunciada como uno de los títulos para la plataforma de TelevisaUnivision, Vix+. El 8 de septiembre de 2022, Maxi Iglesias y  Ximena Romo fueron anunciados como los roles titulares de la serie. El rodaje de la serie inició el 12 de septiembre de 2022, en Madrid, España. El rodaje tuvo como locaciones en Toledo, Marbella y Miami. El rodaje de la serie finalizó el 23 de enero de 2023. El 15 de febrero de 2023, TelevisaUnivision a través de un comunicado de prensa, lanzó el primer avance oficial de la serie.